# Азот-субоксид
Азот-субоксид  (Нитро, НОС) је хемијско једињење.

## Опште карактеристике
- Молекулска формула му је .
- Познатији је као „гас смејавац“, јер изазива такву реакцију код човека.

## Особине
- Азотсубоксид је безбојан, нетоксичан и незапаљив гас благо сладуњавог укуса, тежи од ваздуха 1,5 пута.
- На обичној температури је врло стабилан, али на повишеним температурама има јако оксидационо дејство, јер се на температурама изнад 400 °C разлаже на кисеоник и азот.[1][2]

## Примена
- Основна примена азот-субоксида је у медицини као анестетика, јер је најмање токсичан од свих познатих општих анестетика.
- Обично се примењује у облицима комбиноване инхалационе анестезије.
- Поред основне примене у медицини, азот-субоксид се користи и као потисни гас (пропелант) за аеросол паковања у прехрамбеној индустрији (шлаг, сируп, концентрат кафе) као и за фармацеутске и козметичке препарате.
- Има примену и у ауто-тркама. Код аутомобила са мотором са унутрашњим сагоревањем азот-субоксид се користи као средство за повећање перформанси мотора. Он сам по себи није запаљив, али се на високим температурама лако распада и тако у мотор уноси више кисеоника, чиме омогућава боље и брже сагоревање горива. Међутим, поред тога што помаже, он и одмаже, јер коришћење азот-субоксида у обичним моторима може довести до њиховог уништења. Само добро ојачани и модификовани (фризирани) мотори могу поднети снагу коју им даје азот-субоксид.